# Kanako Murakami
Kanako Murakami (Japans: 村上 佳菜子, Murakami Kanako) (Nagoya, 7 november 1994) is een Japans voormalig kunstschaatsster.

## Biografie
Murakami begon in 1999 met kunstschaatsen. Ze deed in het seizoen 2005-06 mee aan de Japanse nationale kampioenschappen in de novice b-categorie, welke de lagere van de novice-niveaus is. Ze won daar een zilveren medaille. Nadat ze enkele jaren in de novice a-categorie uit mocht komen, stapte ze in het seizoen 2008-09 over naar de nationale competitie.
In maart 2010 werd ze wereldkampioene bij de junioren. Nadat ze in 2012 vierde werd en in 2013 brons won bij het Viercontinentenkampioenschap, werd ze een jaar later de kampioene. Murakami deed dat jaar eveneens mee aan de Olympische Winterspelen 2014 in Sotsji. Daar werd ze twaalfde bij de individuele kür voor vrouwen. In 2017 beëindigde ze haar sportieve carrière.

## Belangrijke resultaten
| Kampioenschap                | 06/07  | 07/08  | 08/09 | 09/10 | 10/11         | 11/12         | 12/13         | 13/14         | 14/15         | 15/16         | 16/17         |
| ---------------------------- | ------ | ------ | ----- | ----- | ------------- | ------------- | ------------- | ------------- | ------------- | ------------- | ------------- |
| Olympische Spelen            |        |        |       |       |               |               |               | 12e           |               |               |               |
| Wereldkampioenschap          |        |        |       |       | 8e            | 5e            | 4e            | 10e           | 7e            |               |               |
| Viercontinentenkampioenschap |        |        |       |       |               | 4e            | Brons         | Goud          |               | 7e            |               |
| Grand Prix-finale            |        |        |       |       | Brons         |               |               |               |               |               |               |
| Nationaal kampioenschap      |        |        | 7e    | 5e    | Brons         | Brons         | Zilver        | Zilver        | 5e            | 6e            | 8e            |
| WK junioren                  |        |        |       | Goud  | geen deelname | geen deelname | geen deelname | geen deelname | geen deelname | geen deelname | geen deelname |
| Junior Grand Prix-finale     |        |        | 4e    | Goud  | geen deelname | geen deelname | geen deelname | geen deelname | geen deelname | geen deelname | geen deelname |
| NK junioren                  | 7e (*) | 5e (*) | Brons | Goud  | geen deelname | geen deelname | geen deelname | geen deelname | geen deelname | geen deelname | geen deelname |

(*) = bij de novice